# Draba macleanii
Draba macleanii là một loài thực vật có hoa trong họ Cải. Loài này được Hook.f. mô tả khoa học đầu tiên năm 1845.